# 西蒙·哈特
西蒙·哈特（1963年8月15日—），英國保守黨籍政治人物，曾在2010年至2024年間擔任西卡馬森和南彭布羅克郡選區下議院議員。2019年獲委任為威爾斯事務大臣。
他已經結婚並有兩個孩子。